# کلاودرا
کلاودرا (انگلیسی: Cloudera) شرکت نرم‌افزار آمریکایی است، که در سال ۲۰۰۸ تأسیس شد.